# Còmic a Escandinàvia
El còmic a Escandinàvia no ha tingut un gran desenvolupament, a causa de la històrica escassesa de revistes de còmics i a la preferència pel material importat. Ha conreat, això no obstant, formes característiques en la premsa diària i setmanal, com la historieta còmica muda o pantomima i la infantil, que han assolit una gran difusió internacional.